# Automotive (term)
Automotive is een uit de Verenigde Staten afkomstige marketingterm die alles aanduidt wat te maken heeft met vervoermiddelen die door middel van motorische kracht worden voortbewogen, zoals (vracht)auto’s, motorfietsen, brom- en snorfietsen, elektrische fietsen enz. Het gaat hierbij ook om de onderdelen die het mogelijk maken hoe men een voertuig kan laten bewegen, alsmede de ontwikkeling van de kennis hierover (scholing). Ook de leasebranche van auto’s en elektrische fietsen behoort tot de automotive. Ook kan onder automotive worden begrepen de wetenschap die zich bezighoudt met ontwikkelingen met betrekking tot verkeersstromen en het ontwikkelen en geven van adviezen hiertoe, de bestudering van het gedrag van verkeersdeelnemers enz.

## Automobielindustrie
In engere zin kan de term 'automotive' worden gebruikt voor alleen de automobielindustrie en de verkoop van auto’s. Dit wordt met de term 'automotive industry' uit het Amerikaans-Engels aangeduid, waardoor automotive vaak alleen wordt gezien voor alles wat met auto’s te maken heeft.

## Etymologie
'Automotive' is een samenstelling van het Griekse woord 'autos' (zelf) en het Latijnse woord 'motivus' (beweging). In de automobielbranche werd deze term reeds aan het eind van de negentiende eeuw gegeven aan de sector van bedrijven die zich met de automobielindustrie bezig hielden. In de VS nam de auto-industrie van begin af aan direct een grote vlucht en volgden andere werelddelen pas veel later in de ontwikkeling ervan, waardoor in de VS de term 'automotive' ontstaan is.

## Markten
De automotive-sector kent twee markten, de primaire en de secundaire markt (aftermarkt), waarbij in de primaire markt ontwerp, ontwikkeling, productie, marketing en verkoop van motorvoertuigen plaatsvindt, en in de secundaire markt de productie, herfabricage, distributie, reparatie, detailhandel en installatie van auto(onderdelen), apparatuur en accessoires.

## Opleidingen
In Nederland worden op zowel mbo- als op hbo-niveau opleidingen 'automotive' aangeboden. Hierbij kunnen opleidingen worden gevolgd in onder andere de automobieltechniek, verkooptechniek, autoschadeherstel, technische ontwikkelingen, toepassingen van elektronica enz. 